# 도라 바코야니
테오도라 "도라" 바코야니(그리스어: Θεοδώρα "Ντόρα" Μπακογιάννη, 혼전 성씨: 미초타키(Μητσοτάκη), 1954년 4월 20일 ~ )는 그리스의 정치인이다. 소속 정당은 신민주주의당이다.
아테네에서 그리스의 총리를 역임한 콘스탄티노스 미초타키스의 장녀로 태어났으며 뮌헨 대학교, 아테네 대학교를 졸업했다. 1968년에는 그리스 군사 정권으로 인해 가족들과 함께 프랑스 파리로 망명했지만 1974년 군사 정권의 종식과 함께 그리스로 귀환했다.
1989년 11월에 실시된 그리스 총선거에서 그리스 의회 의원에 당선되면서 정계에 입문했다. 1992년 12월부터 1993년 10월까지 그리스 문화부 장관을 역임했으며 2003년 1월부터 2006년 2월까지 아테네 시장을 역임했다. 2006년 2월부터 2009년 10월까지 그리스 외무부 장관을 역임했다.

## 역대 선거 결과
| 선거명      | 직책명      | 대수 | 정당         | 1차 득표율 | 1차 득표수 | 2차 득표율 | 2차 득표수 | 결과 | 당락             |
| ----------- | ----------- | ---- | ------------ | ---------- | ---------- | ---------- | ---------- | ---- | ---------------- |
| 2002년 선거 | 아테네 시장 | 44대 | 신민주주의당 | 47.5%      | 160,425표  | 60.5%      | 180,898표  | 1위  | 아테네 시장 당선 |